# Steppenbienen
Die Steppenbienen (Nomioides) sind eine Gattung der Bienen innerhalb der Familie der Halictidae. Die Gattung ist über weite Teile der Alten Welt, in Wüstengebieten von Asien und Nordafrika verbreitet. Es sind insgesamt 62 Arten bekannt, 45 Arten sind in der Palaearktis verbreitet und nur eine, N.minutissimus, in Deutschland und Österreich.
Eine zweite, nahe verwandte Gattung wird zu Deutsch auch Steppenbienen genannt, die Gattung Ceylalictus. Aus dieser Gattung ist eine Art, die Bunte-Steppenbiene Ceylalictus variegatus, aus Österreich gemeldet. Manche Autoren zählen die Gattung Ceylalictus und damit auch die Bunte-Steppenbiene zur Gattung Nomioides.

## Merkmale
Die Steppenbienen sind ausgesprochen kleine Bienen (2,5 bis 5 mm, maximal 6,5 mm), deren Kopf und Thorax meist metallisch grün gefärbt und mehr oder weniger gelb gezeichnet sind. Der Hinterleib ist teilweise metallisch glänzend und hat gelbe Stellen. Bei den Weibchen ist er meistens großteils gelb gefärbt. An den Tergiten sind keine Haarbinden. Die Behaarung ist insgesamt relativ spärlich bis auf die Sammelhaare am Hinterbein.
Der wissenschaftliche Name ist irreführend, da sich die Steppenbienen (Nomioides) sehr stark von Nomia (Schienenbienen) unterscheiden.

## Lebensweise
Die Steppenbienen leben solitär und sammeln Pollen von verschiedenen Pflanzen. Sie bauen Nester im Boden, von einem Hauptgang zweigen Seitengänge ab, an deren Ende je eine Brutzelle angelegt wird. Wenn die Brutzelle mit Pollen gefüllt ist und das Ei hineingelegt ist, wird der Nebengang mit Erde aufgefüllt. 

## Systematik
Die Steppenbienen sind Teil der Unterfamilie Nomioidinae, die drei Gattungen enthält: Cellariella (zwei Arten, Südafrika und Madagaskar), Ceylalictus (26 Arten, Afrika, Südeuropa und Asien) sowie die Gattung Nomioides. Manche Autoren betrachten Ceylalictus als Untergattung (oder Synonym) von Nomioides.
Die Gattung Nomioides besteht vor allem aus der Nominat-Untergattung, Nomioides (Nomioides), eine Art aus dem Iran (N. steinbergi) wurde in eine eigene Untergattung gestellt, ebenso die Art N. socotranus aus Sokotra (Insel am Horn von Afrika).

## Arten (Beispiele)
Vor allem nach (siehe dort für weitere Informationen); die gelisteten Arten gehören alle zur Untergattung Nomioides.
- Nomioides chalybeatus, Griechenland, Türkei, Asien
- Nomioides deceptor, Nordafrika, Arabische Halbinsel
- Nomioides facilis, Südeuropa, Nordafrika, Naher Osten
- Nomioides fortunatus, Marokko, Kanarische Inseln
- Nomioides klausi, Nord- und Zentralafrika, Iran
- Nomioides maculiventris, Südafrika
- Nomioides micheneri, Zentralafrika
- Nomioides minutissimus, Europa, Nordafrika, Asien
- Nomioides rotundiceps, nördliches Afrika und Zentralafrika, Naher Osten
- Nomioides squamiger, Nordafrika, Israel, Arabische Halbinsel
- Nomioides turanicus, nördliches Afrika, Zentralafrika, Asien bis Pakistan und Kirgisistan